# Vijay Mallya
Vijay Mallya (Calcuta, India, 18 de diciembre de 1955) es un hombre de negocios y miembro del parlamento indio. Desde 1983 dirige el grupo United Breweries Group, productor de la cerveza Kingfisher, así como la aerolínea Kingfisher Airlines que creó en 2005. En septiembre de 2007, adquirió el equipo de Fórmula 1 Spyker F1 Team, que a partir de 2008 participa con el nombre de Force India, hasta mitad de 2018 que se vio obligado a vender y fue adquirido por el multimillonario Lawrence Stroll renombrandolo como "Racing Point". En 2008, adquirió por 111,6 millones de dólares el equipo de cricket Royal Challengers Bangalore.
Mallya es el dueño del Indian Empress, un yate de 95 metros construido en el año 2000. Según la lista de multimillonarios de la revista Forbes, en marzo de 2010 era la 973ª persona más rica del mundo. Sin embargo, no entró en la lista en 2013, ya que su fortuna se estimaba en unos 800 millones de dólares.